# Zaida Ben-Yusuf
Zaida Ben-Yusuf (Londra, 21 novembre 1869 – Brooklyn, 27 settembre 1933) è stata una fotografa inglese naturalizzata statunitense ritrattista newyorkese, conosciuta per i suoi ritratti artistici di americani ricchi, famosi e alla moda della fine del XIX secolo. Nel 1901 il Ladies Home Journal la mise in cima alla classifica in un gruppo di sei fotografi soprannominato:  "The Foremost Women Photographers in America." Nel 2008, la Smithsonian National Portrait Gallery ha montato una mostra dedicata solamente ai lavori di Ben-Yusuf, ristabilendo lei come figura chiave per lo sviluppo iniziale della fotografia come arte.

## Biografia
Zaida Ben-Yusuf nacque col nome di Esther Zeghdda Ben Youseph Nathan a Londra, il 21 novembre 1869, la figlia maggiore di una mamma tedesca, Anna Kind Ben-Youseph Nathan, di Berlino; e di un papà algerino, Mustapha Moussa Ben Youseph Nathan. Dal 1881, Anna Ben-Yusuf, separata da suo marito, e le sue quattro figlie, Zaida (11 anni), Heidi (8 anni), Leila (4 anni) e Pearl (3 anni), vissero a Ramsgate, dove Anna lavorò come istitutrice. Ad un certo punto, verso la fine del 1880, Anna Ben-Yusuf emigrò negli Stati Uniti, dove, nel 1891 fondò una bottega di moda in Washington Street a Boston.
Nel 1895, Ben-Yusuf si spostò e lavorò come modista al 251 Fifth Avenue, New York. Dopo essere diventata una fotografa continuò per un po' a scrivere articoli di moda occasionali per Harpers Bazaar e per Ladies Home Journal.

## Fotografia

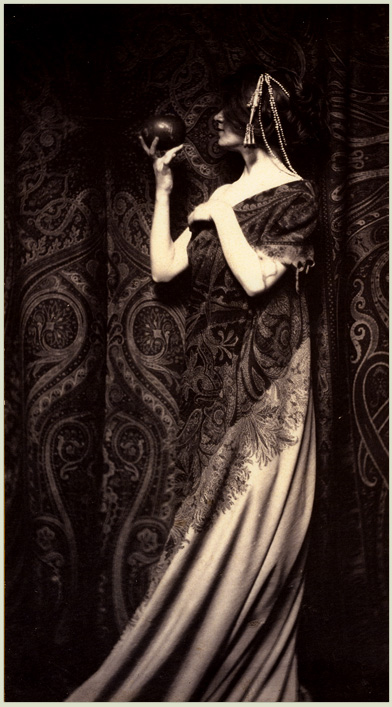
The Odor of Pomegranates (1899)

Nel 1896, Ben-Yusuf cominciò a essere conosciuta come fotografa. Nell'Aprile del 1896, due dei suoi scatti vennero riprodotti su Cosmopolitan, e altri suoi lavori furono esposti a Londra come parte di una mostra creata da Linked Ring. Dopo quell'anno cominciò a viaggiare per l'Europa, dove conobbe George Davison, uno dei co-fondatori di Linked Ring, che la incoraggiò a continuare a fotografare. Esibì i suoi lavori alla sua annuale mostra fino al 1902.
Nella primavera del 1897, Ben-Yusuf aprì il suo studio di ritratti presso il 124 Fifth Avenue, New York. Il 7 novembre 1897, il New York Daily Tribune pubblicò un articolo sullo studio di Ben-Yusuf e sul suo lavoro riguardo ai creativi poster pubblicitari, che fu poi seguito da un'altra intervista sul Frank Leslie's Weekly il 30 Decembre. Durante il 1898, divenne una fotografa sempre più famosa con dieci dei suoi lavori alla National Academy of Design che ospitò la sessantasettesima Fair of the American Institute annuale, quando il suo ritratto dell'attrice Virginia Earle vinse il terzo premio per il Portraits and Groups class. Durante il novembre 1898, Ben-Yusuf e Frances Benjamin Johnston tennero un "two-woman" show dei loro lavori al Camera Club of New York.

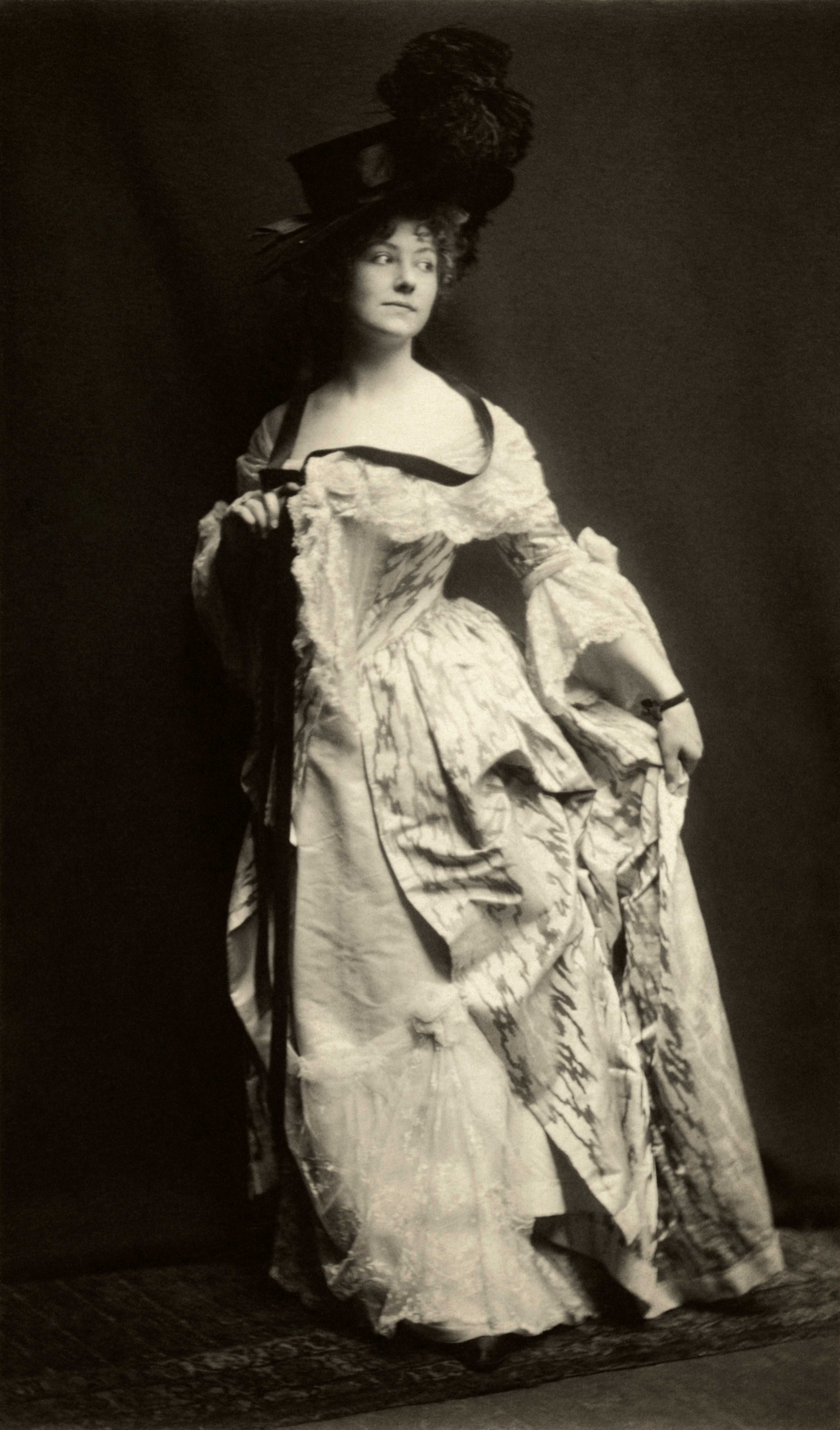
Elsie Leslie as Lydia Languish in Sheridan's play The Rivals (1899)

Nel 1899, Ben-Yusuf incontrò F. Holland Day a Boston, e venne fotografata da lui. Lei trasferì il suo studio al 578 Fifth Avenue, e espose i suoi lavori in un gran numero di mostre, inclusa la seconda Philadelphia Photographic Salon. Venne inoltre citata in un gran numero di pubblicazioni incluso un articolo sulle donne fotografe di The American Amateur Photographer, e in un lungo articolo su The Photographic Times nel quale Sadakichi Hartmann la descrisse come un'"interessante esponente del ritratto fotografico".
Il 1900 vede Ben-Yusuf e Johnston, organizzare una mostra sulle donne fotografe americane all'Esposizione Universale di Parigi. Ben-Yusuf espose cinque ritratti, che viaggiarono da San Pietroburgo, a Mosca, a Washington D.C. Esibì anche durante Holland Day's exhibition, The New School of American Photography, per la Royal Photographic Society a London, Alfred Stieglitz selezionò quattro dei suoi ritratti per l'Esposizione Universale di Glasgow del 1901,in Scozia.

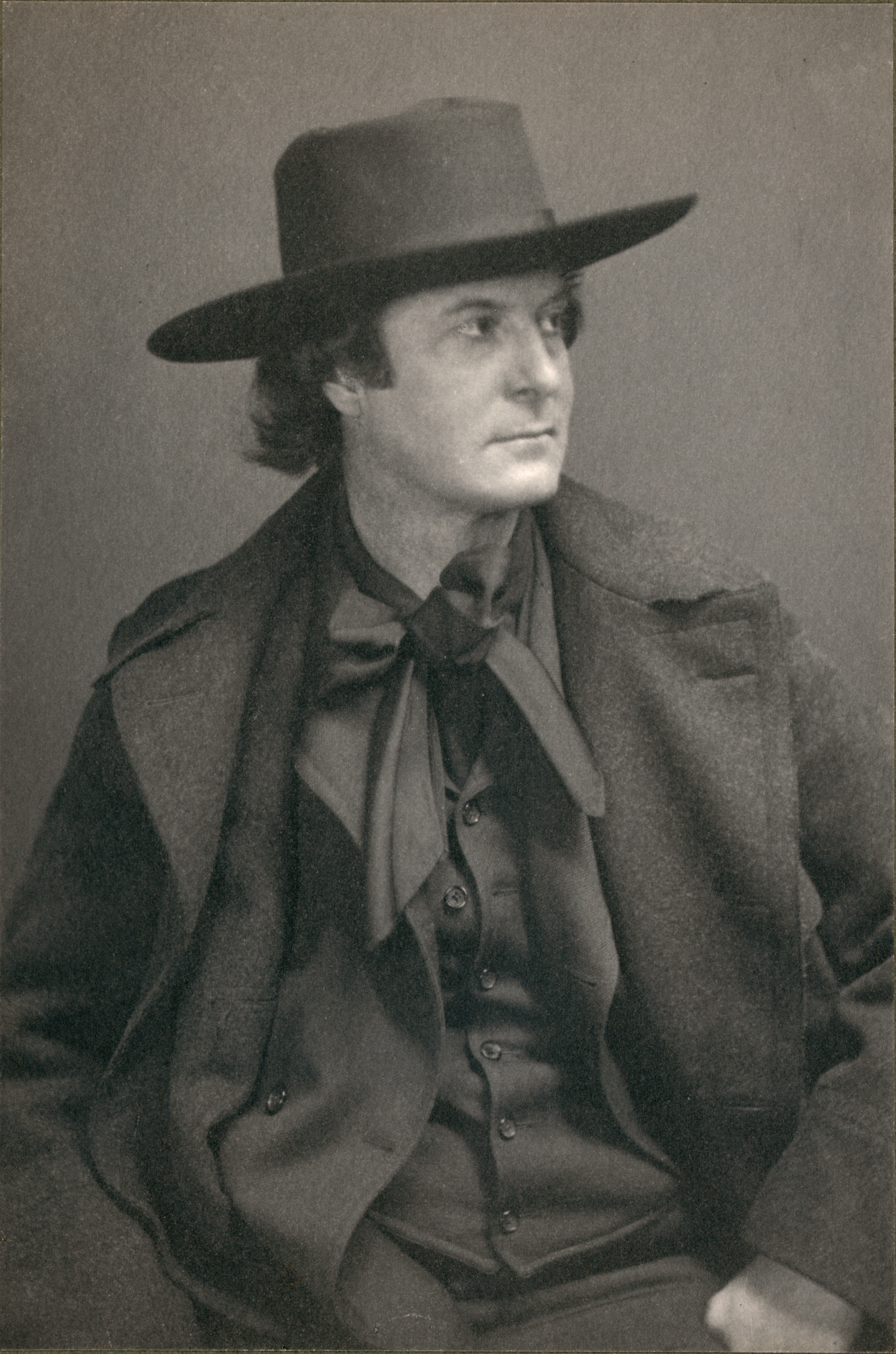
Elbert Hubbard ca. 1900

Nel 1901, Ben-Yusuf scrisse un articolo, "Celebrities Under the Camera", per il Sunday Evening Post, dove descrisse le esperienze che ebbe con le sue modelle. Da quel momento in poi fotografò Grover Cleveland, Franklin Roosevelt, e Leonard Wood, fra i tanti altri. Per l'edizione di settembre del Metropolitan Magazine scrisse un altro articolo, "The New Photography – What It Has Done and Is Doing for Modern Portraiture", dove descrisse come il suo lavoro fosse molto più artistico rispetto a quello della maggior parte dei fotografi commerciali, ma meno radicale di quello di altri ben conosciuti fotografi d'arte. A novembre, il Ladies Home Journal la proclamò una delle "eminenti fotografe donne in America", così iniziò il primo di una serie di sei articoli illustrati nella sezione "Advanced Photography for Amateurs" del Saturday Evening Post.
Ben-Yusuf fu considerata come membro del primo American Photographic Salon quando aprì nel dicembre del 1904, sebbene la sua partecipazione alle mostre stesse cominciando a ridursi. Nel 1906, mostrò un ritratto alla terza mostra annuale di fotografia del Worcester Art Museum, Massachusetts, l'ultima mostra a cui abbia partecipato.

## Viaggi

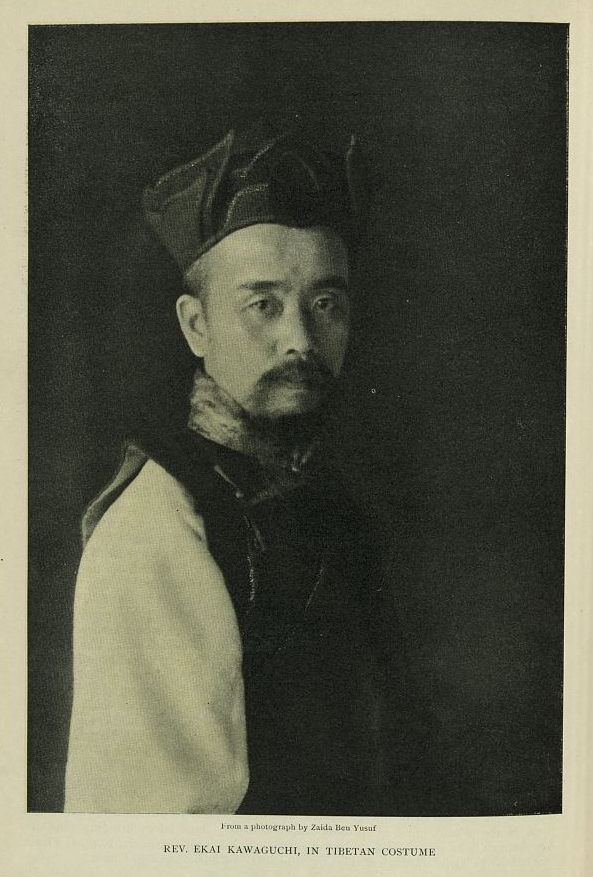
Ekai Kawaguchi, a Japanese Buddhist monk (1904)

Nel 1903, Ben-Yusuf andò in Giappone, dove visitò Yokohama, Kobe, Nagasaki, Kyoto, dove affittò una casa; Tokyo e Nikkō. Questo viaggio stabilì le basi per una serie di quattro articoli illustrati, "Japan Through My Camera", pubblicati sul Saturday Evening Post dal 23 aprile 1904. Nel febbraio del 1905, il suo lavoro su Kyoto apparve sul Booklovers Magazine e sul Leslie's Monthly Magazine venne pubblicato un articolo illustrato: "Women in Japan". Scrisse sull'architettura giapponese e tenne delle lezioni sull'argomento, con alcune delle sue illustrazioni fotografiche, nel gennaio del 1906, venne pubblicato un articolo scritto da Katharine Budd su Architectural Record, e successivamente lei pubblicò un articolo, "The Period of Daikan", che venne pubblicato sulla stessa rivista il mese successivo.
Nel 1906, pubblicò tre fotografie del suo viaggio a Capri nell'edizione di settembre di Photo Era, e nel 1908, scrisse tre saggi sulla vita in Inghilterra per il Saturday Evening Post. Fece ritorno a New York nel novembre 1908, ma ritornò poi a Londra negli anni successivi. Il London phone book del 1911 la citò come fotografa di Chelsea. Nel 1912, Sadakichi Hartmann scrisse che Ben-Yusuf aveva abbandonato la fotografia, e che viveva nelle Isole del mare del Sud.
Il 15 settembre, dopo lo scoppio della prima guerra mondiale e dell'invasione tedesca in Francia, Ben-Yusuf ritornò a New York da Parigi, dove viveva a quel tempo. Fece richiesta per la naturalizzazione nel 1919, descrivendo se stessa come fotografa, e togliendosi dieci anni di età. Continuò a viaggiare, visitò Cuba nel 1920 e la Jamaica nel 1921.

## Ultimi anni
Ben-Yusuf lavorò al Reed Fashion Service a New York nel 1924, e tenne lezioni all'interno dei grandi magazzini locali su argomenti legati al mondo della moda. Nel 1926, fu nominata direttore stilistico per la Retail Millinery Association of New York, un'organizzazione della quale successivamente diventò direttrice.
Dopo 1930, registri censitori mostrarono che Ben-Yusuf sposò uno stilista, Frederick J. Norris. Morí tre anni dopo, il 27 settembre all'Ospedale Episcopale Metodista di Brooklyn.

## La salvezza dall'oscurità
Il lavoro di Ben-Yusuf fu l'oggetto principale di una mostra, Zaida Ben-Yusuf: New York Portrait Photographer alla Smithsonian's National Portrait Gallery, che durò dall'11 aprile fino al 1º settembre del 2008. Il curatore, Frank H. Goodyear III, apprese di Ben-Yusuf per la prima volta nel 2003, quando scoprì due delle sue fotografie, raffiguranti Daniel Chester French e Everett Shinn, e si propose di scoprire di più su una fotografa che fu completamente dimenticata. Goodyear suggerì che la discriminazione di genere fosse il motivo per cui Ben-Yusuf venne dimenticata, nonostante il suo significativo contributo allo sviluppo della fotografia come mezzo di espressione artistica. La storia della fotografia tende a concentrarsi su fotografi maschi come Stieglitz, e meno sulle fotografe donne, nonostante questa fosse una delle poche professioni considerate rispettabili per una donna single a New York fra il diciannovesimo e il ventesimo secolo. Anche in una New York progressista, dove gli innovatori in campo artistico, scientifico, del giornalismo e politico si riunivano, era difficile per una donna professionista single, sostenersi. Un'altra ragione legata alla scomparsa di Ben-Yusuf fu che lei non lasciò in eredità un importante archivio, in termini di quantità, del suo lavoro a una singola istituzione, rendendo difficile mettere insieme abbastanza esempi per dare alla sua carriera l'appropriato riconoscimento storico. La mostra organizzata da Goodyear allo Smithsonian funzionò da showcase per i lavori di Ben-Yusuf, ristabilendola come figura chiave della storia della fotografia.